# Mick van Dijke
Mick van Dijke (født 15. marts 2000 i Goes) er en cykelrytter fra Holland, der er på kontrakt hos Red Bull-Bora-Hansgrohe. Han er tvillingebror til holdkammerat Tim.